# Copris davisoni
Copris davisoni là một loài bọ cánh cứng trong họ Bọ hung (Scarabaeidae).